# Пленный (фильм)
«Пле́нный» (2008) — российско-болгарский фильм Алексея Учителя по повести Владимира Маканина «Кавказский пленный». Рабочим названием фильма было также «Кавказский пленный».
Премьерный показ фильма прошёл 5 сентября 2008 года в Санкт-Петербурге. В российский кинопрокат фильм вышел 11 сентября 2008 года.

## Сюжет
Действие фильма происходит летом 2000 года, во время чеченской войны. Двое российских солдат получают задание вызвать подмогу для попавшей под обстрел и оставшейся без связи армейской колонны. Во время выполнения задания они берут в плен чеченского юношу Джамала. Не приспособленный к тяготам войны, он вызывает симпатию у старшего из солдат — Рубахина. В результате неудавшейся попытки обмена военнопленными в чеченском ауле солдаты прячутся в зарослях и оказываются в окружении отряда боевиков, ищущих Джамала. Тот пытается привлечь их внимание, и Рубахин убивает пленного.

## В ролях
| Актёр             | Роль                        |
| ----------------- | --------------------------- |
| Вячеслав Крикунов | Рубахин                     |
| Пётр Логачёв      | Вовка                       |
| Ираклий Мсхалаиа  | Джамал, пленный террорист   |
| Юлия Пересильд    | Настя                       |
| Сергей Уманов     | Савкин                      |
| Андрей Феськов    | Боярков                     |
| Тагир Рахимов     | Гуров                       |
| Дагун Омаев       | Алибеков                    |
| Светлана Дорохина | Анна Фёдоровна, жена Гурова |
| Раиса Гичаева     | пожилая чеченка             |
| Лариса Шамсадова  | молодая чеченка             |

## Съёмочная группа
- Режиссёр-постановщик: Алексей Учитель
- Сценарист: Владимир Маканин при участии Тимофея Декина
- Оператор-постановщик: Юрий Клименко
- Художник-постановщик: Андрей Васин
- Звукорежиссёр: Кирилл Василенко
- Композитор: Леонид Десятников

Академический камерный оркестр «Musica Viva», художественный руководитель и дирижёр Александр Рудин
- Режиссёр: Инна Горлова
- Монтаж: Елена Андреева, Глеб Никульский
- Художники по костюмам: Галина Деева, Марк Ли
- Художник-гримёр: Тамара Фрид

- Директор картины: Лариса Маевская
- Исполнительные продюсеры: Анастасия Алдашкина, Елена Быстрова (постпродакшн)
- Сопродюсеры: Димитр Гочев (Болгария), Кира Саксаганская
- Продюсер: Алексей Учитель

## Рецензии
- Волобуев Р. Интеллигентное кино про войну в Чечне // «Афиша» (30 августа 2008 г.).  (рус.) — 17.11.2008.
- Матизен В. Пленный (Captive). Алексей Ефимович Учитель, 2008 (рецензия) // Редакционные рецензии Синематеки.  (рус.) — 17.11.2008.
- Степнова С. Политкорректность на марше // Рецензии на сайте РусКино.ру.  (рус.) — 17.11.2008.
- Ющенко А. Ускользающая красота // Рецензии на сайте Filmz.ru.  (рус.) — 17.11.2008.

## Награды
Фильм «Пленный» участвовал в кинофестивале «Кинотавр», но ни одной награды не получил, после чего фильм представлял Россию в основной программе 43-го международного кинофестиваля в Карловых Варах и получил приз «За лучшую режиссуру». После этого фильм «Пленный» открывал 16-й фестиваль российского кино «Окно в Европу», проходивший с 8 по 15 августа в Выборге.
После получения приза «За лучшую режиссуру» на кинофестивале в Карловых Варах к Алексею Учителю поступило предложение от американского кинопродюсера по поводу съёмок ремейка, в котором будет рассказываться о похожей ситуации, происходящей с американскими солдатами в Ираке.